# 99년

## 연호
- 후한(後漢) 영원(永元) 11년

## 기년
- 후한(後漢) 화제(和帝) 11년
- 신라(新羅) 파사 이사금(婆娑泥師今) 20년
- 고구려(高句麗) 태조왕(太祖大王) 47년
- 백제(百濟) 기루왕(己婁王) 23년